# Kerstcactus
De kerstcactus (Schlumbergera truncata), ook wel lidcactus, is een plant uit de cactusfamilie. De plant groeit als epifyt op bomen in regenwouden. 
De kerstcactus is een bekende kamerplant, die vooral in de winter aangeboden wordt. De plant is makkelijk te vermeerderen. De stengel bestaat uit afgeplatte, losse leden, die makkelijk afbreken. Een los stuk stengel zal, als het in de aarde gestoken wordt, makkelijk wortelen. De stengel staat aanvankelijk rechtop totdat de plant een zekere hoogte bereikt, waarna de stengel in een boog naar beneden gaat hangen. Op de toppen van de leden verschijnen nieuwe leden en de bloemknoppen. De bloeitijd is midden in de winter; de bloem is asymmetrisch, en lila of rood.
De plant wordt ook verkocht onder het synoniem Zygocactus truncatus.
Niet te verwarren met:
- Paascactus (Rhipsalidopsis × graeseri); deze plant heeft dezelfde bouw, maar met symmetrische, oranjerode bloemen, en bloeit in het voorjaar (rond Pasen).